# Welle (Németország)
Welle település Németországban, azon belül Alsó-Szászország tartományban. Lakosainak száma 1232 fő (2023. december 31.).

## Népesség
A település népességének változása:
| Lakosok száma | 1190 | 1177 | 1197 | 1214 | 1227 | 1232 |
|               | 2016 | 2017 | 2019 | 2021 | 2022 | 2023 |